# Foix Esclarmunda mallorcai királyné
Foix Esclarmunda (1250 körül – 1299. november 22. után), katalánul: Esclarmonda de Foix, spanyolul: Esclarmunda de Foix, occitanul: Esclarmonda de Fois, franciául: Esclarmonde de Foix, Mallorca királynéja, Rousillon, Cerdanya grófnéja, Aumelas bárónéja és Montpellier úrnője. A Foix-ház tagja.

## Élete

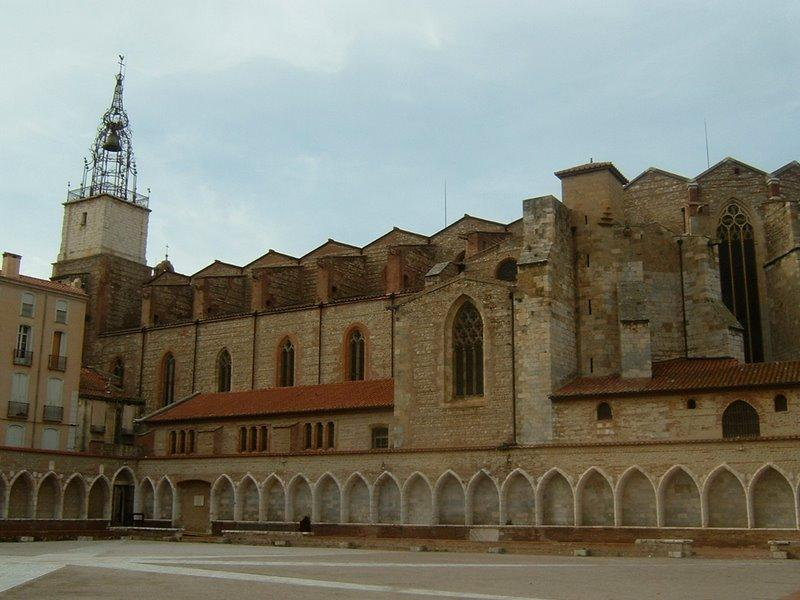
Nyughelye, Keresztelő Szent János Székesegyház, Perpignan

Apja IV. Roger, Foix grófja, édesanyja Brunissenda cardonai algrófnő. 1272. október 12-én Barcelonában házasságot kötött Jakab aragón királyi herceggel, I. (Hódító) Jakab aragón, mallorcai, valamint valenciai király és Árpád-házi Jolán magyar királyi hercegnő másodszülött fiával, aki apjának a harmadszülött fia volt. Hódító Jakab a még 1260-ban meghalt gyermektelen elsőszülött fia után a másodszülött fiát, Pétert jelölte Aragónia és Valencia trónjára, míg ifjabb Jakabnak szánta a Mallorcai Királyságot. I. Jakab halála (1276. július 27.) után akadálytalanul foglalta el II. Jakab néven Esclarmunda férje a mallorcai trónt, és 1276. szeptember 12-én Mallorca fővárosában, Palmában, a Szent Eulália templomban királlyá koronázták.

## Gyermekei
- Férjétől, II. Jakab (1243–1311) mallorcai királytól, 6 gyermek:
  - Jakab (1274 körül–1330 körül) mallorcai királyi herceg és trónörökös, 1299-ben lemondott a trónöröklési jogáról, ferences rendi szerzetes
  - Sancho (1276 körül–1324), I. Sancho néven mallorcai király, felesége Anjou Mária (1290–1346) nápolyi királyi hercegnő, feleségétől nem születtek gyermekei, 4 természetes gyermek
  - Ferdinánd (1278–1316), Achaja uralkodó hercege, 1. felesége Sabran Izabella (1297–1315), Akova (Matagrifon) úrnője, Isnard de Sabran és Villehardouin Margit achajai hercegnő lánya, 1 fiú, 2. felesége Ibelin Izabella (1300–1342 után) ciprusi úrnő,[2] 1 fiú+4 természetes gyermek, többek között:
    - (1. házasságából): Aragóniai Jakab (1315–1349), III. Jakab néven mallorcai király, 1. felesége Aragóniai Konstancia (1318 körül–1346), IV. (Jó) Alfonz aragón király lánya, 2 gyermek, 2. felesége Vilaragut Jolán (1320/25–1369/72) valenciai úrnő, II. Jakab mallorcai király anyai unokája természetes ágon, 2 leány+2 természetes gyermek, többek között:
      - (1. házasságából): IV. Jakab (1337–1375) mallorcai király, felesége I. Johanna (1326–1382) nápolyi királynő, 1 gyermek:
        - Aragóniai N. (gyermek) (elvetélt 1364)

  - Izabella (1280 körül–1301), férje Kasztíliai János (1282–1348), Villena ura, III. Ferdinánd kasztíliai király apai unokája, nem születtek gyermekei
  - Sancha (1282–1345), férje I. (Bölcs) Róbert (1277–1343) nápolyi király, nem születtek gyermekei
  - Fülöp (1288 körül–1340/43), Mallorca régense, apát

## Külső hivatkozások
- Genealogia Completa de la Casa Reial de Mallorca – 2014. május 6.
- Euweb/House of Barcelona – 2014. május 6.
- Euweb/The House of Foix – 2014. május 6.
- FMG/Toulouse Nobility/Foix – 2014. május 6.
- FMG/Aragon/Kings of Mallorca – 2014. május 6.
- Mittelaler-Genealogie/Jakob I. König von Mallorca – 2014. május 6.

| Előző Vidaurei Teréz | Mallorcai királyné 1276 – 1299 | Következő Anjou Mária |